# Heinrich Münzenmaier
Heinrich Münzenmaier (* 18. Februar 1883 in Balingen; † 19. Januar 1975 in Stuttgart) war ein deutscher Verwaltungsjurist.
Nach dem Besuch des humanistischen Karlsgymnasiums in Heilbronn nahm er 1902 ein Studium der Rechtswissenschaften an der Eberhard Karls Universität Tübingen auf. Dort wurde er Mitglied der Landsmannschaft Schottland. 1909 absolvierte er das erste juristische Staatsexamen. Im Dezember 1911 wurde Münzenmaier zum Dr. jur. promoviert und im Februar 1913 legte er das zweite Staatsexamen ab. Hernach trat er als Assessor in den Verwaltungsdienst ein.
Während des Ersten Weltkrieges wurde er mit dem Eisernen Kreuz II. Klasse sowie mit der Goldenen Württembergischen Militärverdienstmedaille ausgezeichnet.
Ab 1921 war Münzenmaier als Regierungsrat im württembergischen Ernährungsministerium und seit 1925 im Wirtschaftsministerium tätig. Dort wurde er Mitglied der Kommission zur Bearbeitung einer Landesordnung des Allgemeinen öffentlichen Rechts. 1929 erfolgte die Beförderung zum Ministerialrat im Wirtschaftsministerium. Von 1935 bis 1945 war er Präsident der Landesversicherungsanstalt Württemberg. Für seine Verdienste verlieh ihm sein ehemaliger Schulfreund Theodor Heuss 1953 das Bundesverdienstkreuz (Steckkreuz).

## Veröffentlichungen
- Die korrektionelle Nachhaft auf Grund der Überweisung an die Landespolizeibehörde. Mit besonderer Berücksichtigung der Verhältnisse in Württemberg. Stuttgart 1912.